# Storarden (parochie)
Storarden was een parochie van de Deense Volkskerk in de Deense gemeente Mariagerfjord. De parochie maakte deel uit van het bisdom Aalborg en telde 2402 kerkleden op een bevolking van 108 (2004).
Historisch was de parochie deel van Hindsted Herred. De parochie werd in 1970 opgenomen in de toen gevormde gemeente Arden. In 2007 ging deze op in de gemeente Mariagerfjord. In 2012 werd de parochie opgeheven en gevoegd bij Arden, dat zelf eerder als kirkedistrikt deel van Storarden was geweest.

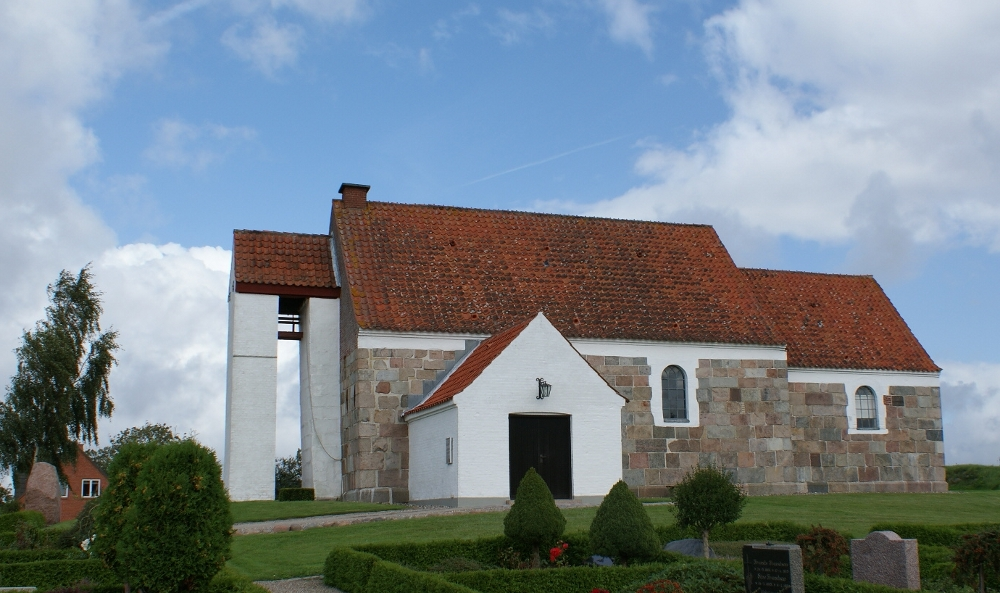
Kerk van Storarden

Als · Arden · Astrup · Hadsund · Øster Hurup · Oue · Rold · Rostrup · Skelund · Storarden · Valsgaard · Vebbestrup · Visborg · Vive